# Allochernes bactrinus
Allochernes bactrinus är en spindeldjursart som beskrevs av Selvin Dashdamirov och Wolfgang Schawaller 1995. Allochernes bactrinus ingår i släktet Allochernes och familjen blindklokrypare. Inga underarter finns listade i Catalogue of Life.